# 久下豊忠

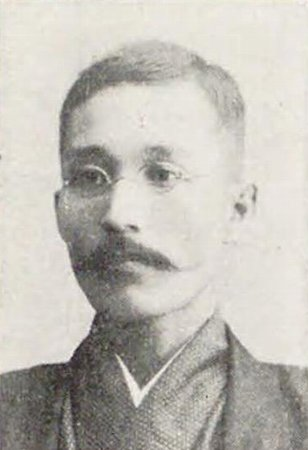
久下豊忠

久下 豊忠（くげ とよただ、明治3年4月8日（1870年5月8日） - 昭和12年（1937年）12月10日）は、日本の衆議院議員、ジャーナリスト。

## 経歴
紀伊国那賀郡上名手村（現在の和歌山県紀の川市）の三井家に生まれ、久下純菴の養子となった。英仏学舎、大阪英学舎に学ぶ。1893年（明治26年）、読売新聞社の記者となった。1897年（明治30年）、和歌山新報社に入り、主筆、社長を歴任した。1899年（明治32年）より和歌山県会議員を務めた。
1920年（大正9年）、第14回衆議院議員総選挙に出馬し、当選を果たした。

## 著書
- 『軍国主義』（文昌堂、1896年）